# Mońki (gromada 1954–1964)
Mońki (od 1965 miasto Mońki) – dawna gromada, czyli najmniejsza jednostka podziału terytorialnego Polskiej Rzeczypospolitej Ludowej w latach 1954–1972.
Gromady, z gromadzkimi radami narodowymi (GRN) jako organami władzy najniższego stopnia na wsi, funkcjonowały od reformy reorganizującej administrację wiejską przeprowadzonej jesienią 1954 do momentu ich zniesienia z dniem 1 stycznia 1973, tym samym wypierając organizację gminną w latach 1954–1972.
Gromadę Mońki z siedzibą GRN we wsi Mońki utworzono – jako jedną z 8759 gromad – w powiecie monieckim w woj. białostockim, na mocy uchwały nr 19/V WRN w Białymstoku z dnia 4 października 1954. W skład jednostki weszły obszary dotychczasowych gromad Mońki, Ciesze, Koleśniki, Potoczyzna, Przytulanka, Sikory i Waśki ze zniesionej gminy Kalinówka, obszar dotychczasowej gromady Kołodzież ze zniesionej gminy Trzcianne oraz miejscowość Moniuszeczki wyłączona z miasta Knyszyn, wszystkie jednostki w tymże powiecie. Dla gromady ustalono 24 członków gromadzkiej rady narodowej.
1 stycznia 1959 siedzibę GRN przeniesiono ze wsi Mońki do osady Mońki
31 grudnia 1959 z gromady Mońki wyłączono wsie Sikory i Waśki włączając je do gromady Kalinówka Kościelna, wsie Koleśniki i Potoczyzna włączając je do gromady Hornostaje oraz wsie Przytulanka, Ciesze, Kołodzież, Znoski i Moniuszeczki włączając je do gromady Dziękonie. Po manewrze tym gromada składała się już tylko z osady przystacyjnej Mońki oraz wsi Mońki.
Gromadę Mońki zniesiono 1 stycznia 1965 w związku z nadaniem jej praw miejskich.
Uwaga: Jednostka o nazwie gromada Mońki – lecz o zupełnie innym obszarze – istniała też w 1972 roku.